# Casper, Wyoming
Casper este singurul oraș și sediul administrativ al comitatului Natrona, din statul Wyoming, SUA. Având o populație de 49.644 de locuitori, conform recensământului din 2000 efectuat de United States Census Bureau, orașul Casper este al doilea oraș ca mărime a populației din statul Wyoming, după capitala statului, Cheyenne.

## Locuitori notabili
- Senatorul Senatului Statelor Unite Tom Coburn este un nativ al localității Caspar